# Sergio Vázquez
Sergio Fabián Vázquez (Buenos Aires, 23 de novembro de 1965), mais conhecido como Sergio Vázquez, é um ex-futebolista argentino que atuava como zagueiro.

## Carreira
Vázquez atuou como zagueiro em vários clubes da Argentina e do Chile.
Começou sua carreira no Ferro Carril Oeste em 1985, deixou o clube em 1991 e teve breves passagens pelo Racing Club e Rosario Central antes de se transferir para a Universidade Católica do Chile. Em 1996, ele retornou à Argentina para jogar uma única temporada pelo Banfield e em 1997 mudou-se para o Avispa Fukuoka na J1 League antes de se aposentar.

## Vida pessoal
Ele é apelidado de Charly devido à sua semelhança com o conhecido músico argentino Charly García.

## Seleção
Vasques fez parte do elenco da Seleção Argentina de Futebol na Copa América de 1991 e 1993, e da Copa do Mundo de 1994.

## Títulos
Os títulos de Sergio são:[carece de fontes?]
- Copa América: 1991 e 1993
- Copa das Confederações: 1992
- Copa Artemio Franchi: 1993